# Plakina dilopha
Plakina dilopha är en svampdjursart som beskrevs av Schulze 1880. Plakina dilopha ingår i släktet Plakina och familjen Plakinidae. Inga underarter finns listade i Catalogue of Life.